# L'avventura del Poseidon
L'avventura del Poseidon (The Poseidon Adventure) è un film del 1972 diretto da Ronald Neame. È basato sul romanzo omonimo (1969) di Paul Gallico (pubblicato in Italia dall'editore Dall'Oglio nel 1970).

## Trama
Durante la navigazione da New York ad Atene per festeggiare il Capodanno, il transatlantico Poseidon nel mar Egeo viene colpito da un'onda anomala alta 50 metri causata da un maremoto. In pochi minuti la nave viene ribaltata e i passeggeri si ritrovano in un incubo. Comprendendo che eventuali soccorsi dovrebbero arrivare dal fondo della nave (che ora si ritrova completamente emerso) il reverendo Frank Scott esorta i superstiti a seguirlo nella risalita verso lo scafo. La maggioranza decide di rimanere nel salone da ballo in attesa dei soccorsi mentre pochi altri si avventurano nella nave capovolta per cercare così la salvezza.
Fra le persone che seguono il reverendo ci sono due coppie: il poliziotto Mike Rogo e la moglie Linda, una ex prostituta, e una coppia di anziani, Manny Rosen e la moglie Belle, ex campionessa di nuoto; oltre a loro due fratelli, Susan e Robin Shelby, la cantante dell'orchestra, Nonnie - che ha appena perso il fratello musicista - e James Martin. A loro si unirà Acres, il maitre della nave, che seppur ferito a una gamba sarà di grande aiuto nella parte iniziale.
Dopo essere riusciti a risalire lungo l'altissimo albero di Natale appena prima che una grande onda invada il salone, proseguono attraverso passaggi angusti e molto pericolosi. Il piccolo Robin dice agli altri che un marinaio gli aveva precedentemente confidato che la parte dello scafo sotto l'albero di trasmissione delle eliche, quindi dalla parte della poppa, è più sottile e quindi c'era più probabilità che i soccorsi sarebbero passati da lì. Dopo un certo tentennamento dato dal fatto di doversi fidare di un bambino, Mike Rogo e gli altri decidono di andare lì.
Mentre cercano di salire per un condotto la nave si muove di colpo, e il cameriere perde l'equilibrio a causa della sua gamba ferita, finendo per annegare nel condotto riempitosi d'acqua. La morte di Acres mette a dura prova i nervi del gruppo e non mancheranno le tensioni durante la strada per la salvezza, soprattutto tra Frank Scott e Mike Rogo.
Dopo molte difficoltà il gruppo riesce ad arrivare alla sala macchine, allagata e per buona parte in fiamme. Bisogna passare sott'acqua e procuratisi una corda, Scott decide di calarsi per primo, ma rimane incastrato. Vedendo che la corda non scorre più, gli altri capiscono il pericolo e, nonostante il parere contrario di suo marito Manny, l'anziana Belle, memore dei suoi trascorsi da nuotatrice, si tuffa e riesce a salvare il reverendo, ma morirà d'infarto per l'eccessivo sforzo una volta riemersa.
Dopo aver fatto passare anche gli altri e dopo che Scott ha convinto Manny a continuare per non rendere vana la morte di sua moglie, i sopravvissuti cercano di attraversare la grande stanza verso lo scafo ma la nave ha un altro scossone e Linda muore cadendo nelle fiamme fra le urla disperate di Mike che sfoga il suo dolore insultando Scott e accusandolo dell'accaduto.
Subito dopo una valvola si apre violentemente facendo uscire gas. Il prete, ancora scosso dalle accuse di Rogo e sentendosi effettivamente responsabile della morte del maitre, di Belle e di Linda, si sfoga contro Dio urlandogli che se vuole un'altra vita dovrà prendersi la sua. Si lancia sulla valvola e la chiude, urlando a Rogo di portare avanti il resto del gruppo, poi stremato precipita nel fuoco, fra la disperazione della giovane Susan, nel frattempo innamoratasi di lui.
La salvezza ora è vicina ma Rogo non vuole continuare senza la sua Linda. Martin, volendo tenere fede alle ultime parole di Scott,  prende le redini della situazione e sprona duramente il poliziotto convincendolo a portarli avanti. Insieme a Martin, Rogo conduce il gruppo sotto l'albero di trasmissione delle eliche. Inizialmente i sei superstiti credono di essere finiti in un vicolo cieco, ma quando sentono rumori provenienti dell'esterno cominciano a urlare e a battere sulle pareti dello scafo e mentre Rogo, in lacrime, guarda per l'ultima volta la sala macchine dove l'amata moglie è morta così vicina alla salvezza, finalmente verranno tratti in salvo in un elicottero della marina francese.

## Produzione

### Riprese
La maggior parte delle riprese avvennero all'interno dello Stage 6 dei 20th Century Studios lungo la Pico Boulevard a Long Beach, California; in minor parte vennero anche sfruttati gli interni della già non più attiva RMS Queen Mary e già ai tempi attraccata lungo Queens Highway sempre a Long Beach.

## Riconoscimenti
- Premio Oscar 1973:
  - Miglior canzone (The Morning After) ad Al Kasha e Joel Hirschhorn;
  - Migliori effetti speciali a L. B. Abbott e A.D. Flowers.
  - Candidatura Miglior attrice non protagonista a Shelley Winters
  - Candidatura Migliore fotografia a Harold E. Stine
  - Candidatura Migliore scenografia a William J. Creber e Raphael Bretton
  - Candidatura Migliori costumi a Paul Zastupnevich
  - Candidatura Miglior montaggio a Harold F. Kress
  - Candidatura Miglior sonoro a Theodore Soderberg e Herman Lewis
  - Candidatura Miglior colonna sonora a John Williams.
- Golden Globe 1973:
  - Miglior attrice non protagonista a Shelley Winters
  - Candidatura Miglior film drammatico
  - Candidatura Miglior colonna sonora a John Williams
  - Candidatura Miglior canzone (The Morning After) a Al Kasha e Joel Hirschhorn
- Premio BAFTA 1973:
  - Miglior attore protagonista a Gene Hackman
  - Candidatura Miglior attrice non protagonista a Shelley Winters

## Sequel e remake
- L'inferno sommerso di Irwin Allen (1979) dal romanzo Beyond the Poseidon adventure di Paul Gallico
- Poseidon - Il pericolo è già a bordo (2005) - Remake
- Poseidon (The Poseidon Adventure) di Wolfgang Petersen (2006) - Remake